# Eixo da Resistência
O termo Eixo da Resistência (em persa: محور مقاومت; romaniz.: mehvar–e moqâvemat; em árabe: محور المقاومة, translit. miḥwar al-muqāwamah) (também chamado Eixo da Resistência e Dissuasão ou Eixo da Resistência Anti Imperialista) comumente se refere a uma aliança informal política e militar anti-Israel e anti-ocidental entre o Irã, a Síria, o grupo militante libanês xiita Hezbollah, o sunita palestino Hamas, e os Houthis do Iêmen. Milícias Ba'athistas pró-Síria, milícias xiitas das Forças de Mobilização Popular sancionadas pelo governo iraquiano e certos grupos palestino também são às vezes considerados parte da aliança.
Esta aliança liderada pelo Irã, apesar das diferenças ideológicas, como o Ba'athismo secular, o Khomeinismo xiita, nacionalismo palestino sunita, etc. pretende se opor ao Ocidente, ou seja, aos interesses dos Estados Unidos na região, e de seus aliados, como Israel, Arábia Saudita, as Monarquias do Golfo, dentro outros, além de militantes salafistas sunitas e a MEK.
O termo foi usado pela primeira vez pelo jornal diário líbio Al-Zahf Al-Akhdar em resposta à afirmação do presidente americano George W. Bush de que o Irã, o Iraque e a Coreia do Norte formavam um "Eixo do mal". Num artigo intitulado "Eixo do mal ou eixo da resistência?", o jornal escreveu em 2002 que "o único denominador comum entre o Irão, o Iraque e a Coreia do Norte é a sua resistência à hegemonia dos EUA". O termo depois foi amplamente adotado uma década depois pelo Irã e Síria após a aproximação dos dois países causados pela Guerra Civil Síria.